# (73715) 1992 SC21
(73715) 1992 SC21 – planetoida z pasa głównego asteroid okrążająca Słońce w ciągu 4,87 lat w średniej odległości 2,87 j.a. Odkryta 22 września 1992 roku.